# Krst pod Triglavom-Baptism
Krst pod Triglavom-Baptism je soundtrack skupine Laibach, ki je nastal za predstavo Gledališča sester Scipion Nasice Retrogardistični dogodek Krst pod Triglavom v Cankarjevem domu leta 1986, ki je bila sploh prva gledališka predstava, uprizorjena v njem in je nastala s sodelovanjem oz. produkciji več skupin Neue Slowenische Kunsta. Prvotno je izšel na dvojni LP plošči, kasneje pa je bil ponovno izdan, tokrat na zgoščenki.

## Seznam skladb

### LP
819-822
1. »Hostnik«[2] (Kraftwerk/Tomaž Hostnik)
2. »Jezero«
3. »Valjhun«[3]
4. »Delak«[4]
5. »Koža«[5]

1095-1270
1. »Jägerspiel«[5]
2. »Bogomila« - Verführung"[6]
3. »Wienerblut« (Johann Strauss mlajši)

1961-1982
1. »Črtomir«[7]
2. »Jelengar«
3. »Apologija Laibach« (Laibach/Tomaž Hostnik)

1983-1987
1. »Herzfeld«[5][8] (Heartfield)
2. »Krst«[5]
3. »Germania« (arr. Graeme Revell)
4. »Rdeči pilot«

### Zgoščenka
CD verzija vsebuje iste skladbe, z izjemo skladbe »Hostnik«, ki je izšla le na LP plošči. Skladbe so v drugačnem vrstnem redu kot na LP plošči.
| Št. | Naslov                  | Dolžina |
| --- | ----------------------- | ------- |
| 1.  | „Jezero/Valjhun/Delak‟  | 11:00   |
| 2.  | „Koža‟                  | 3:57    |
| 3.  | „Jägerspiel‟            | 7:25    |
| 4.  | „Bogomila - Verführung‟ | 3:54    |
| 5.  | „Wienerblut‟            | 7:00    |
| 6.  | „Črtomir‟               | 4:51    |
| 7.  | „Jelengar‟              | 2:41    |
| 8.  | „Apologija Laibach‟     | 12:24   |
| 9.  | „Herzfeld‟              | 4:48    |
| 10. | „Krst, Germania‟        | 12:50   |
| 11. | „Rdeči pilot‟           | 1:00    |